# セフルプレナム
セフルプレナム（英：Cefluprenam）は第4世代のセファロスポリンである。今は存在しないCubist Pharmaceuticalsが2008年に特許を取得した。1997年の臨床試験では、セフルプレナムが細菌性肺炎に対して高い効果があることが示された。